# TWAフライトセンター
TWAフライトセンター (TWA Flight Center) あるいはトランス・ワールド航空フライトセンター (Trans World Airlines Flight Center) は、アメリカ合衆国ニューヨーク州ニューヨーク市クイーンズ区に位置するジョン・F・ケネディ国際空港の第5ターミナルである。第5ターミナルはジョン・F・ケネディ国際空港トランス・ワールド航空用ターミナルとしてエーロ・サーリネンの設計で1962年に開業し、2019年にヘッドハウスにTWAホテルが開業した。なお、ヘッドハウス後方の搭乗口を含むターミナル構造物は2008年に取り壊され新ターミナルが建設された。
ターミナルは1994年にニューヨーク市歴史建造物に登録され、2005年にはアメリカ合衆国国家歴史登録財に登録された。建築家のロバート・A・M・スターンはこのターミナルを「ジェット機時代のグランド・セントラル」と評している。

## 歴史

### 1955年 - 1962年：計画・設計・建設

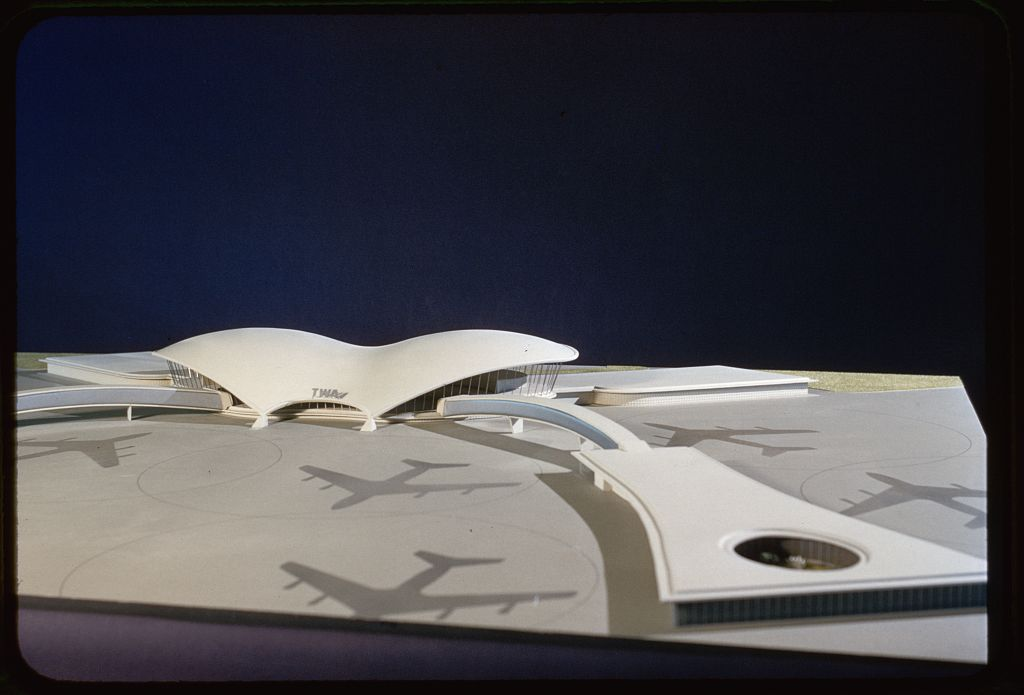
初期のターミナル設計案

アイドルワイルド空港は1939年に開港した。その後ゲートが55個のターミナルを建設する計画が立てられたが、これに各航空会社が将来の航空需要の増加に対応しきれないと反発した。計画は改訂され、1955年に航空会社の了承を得られた計画が立案された。この計画では大規模な航空会社が自社用のターミナルを持ち、小規模な航空会社は国際線ターミナルを発着するように計画されており、全部で7つのターミナルが建設されることとなった。この計画で自社単独ターミナルを持つこととなったのは6社で、ユナイテッド航空 (最終的にデルタ航空との共用化)、アメリカン航空、パンアメリカン航空、イースタン航空、ナショナル航空、そしてトランス・ワールド航空であった。

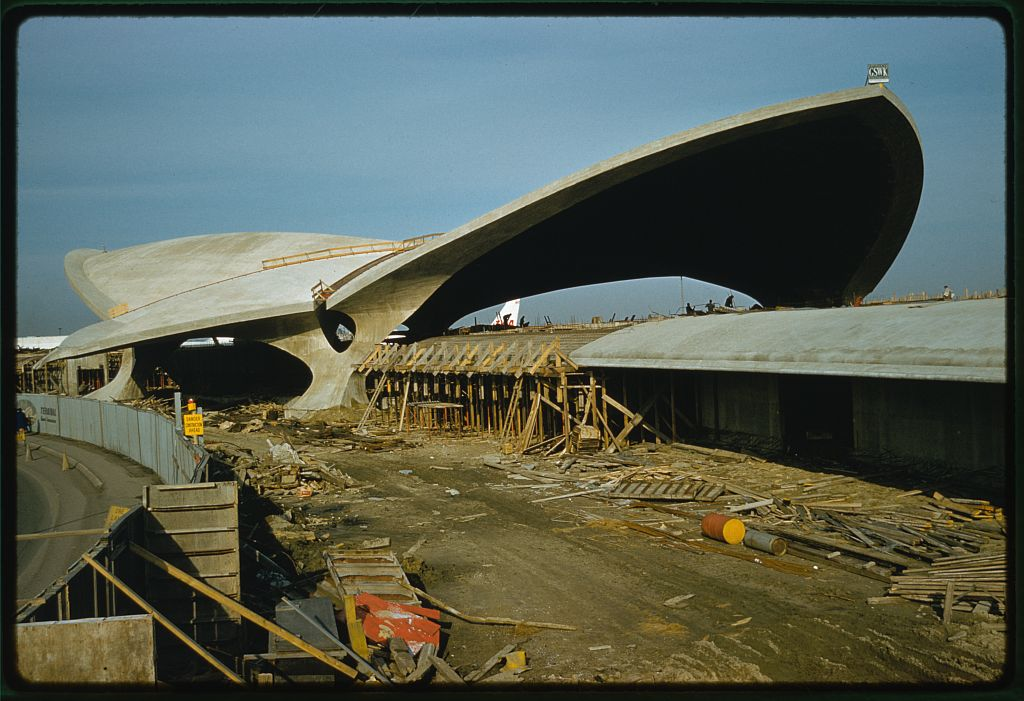
自立式薄型シェル構造が分かりやすく捉えられた建設途中に撮影された写真、1962年撮影

トランス・ワールド航空は1955年、エーロ・サーリネンとデトロイトに拠点を置く彼の建築設計事務所に自社ターミナル「TWAフライトセンター」の設計を依頼した。サーリネンはこれを引き受け設計を開始したが、初期の設計案に不満を持ち設計見直しの為にトランス・ワールド航空に期間延長を求め、問題解決には1年もの期間を要した。そうしている間にその他のターミナルは続々と建設が進み、1957年12月に開業した国際線到着ターミナルを皮切りに、1959年10月にユナイテッド航空・デルタ航空の第7ターミナル、翌11月にイースタン航空の第1ターミナル、1960年にアメリカン航空の第8ターミナルとパンアメリカン航空のワールドポート (第3ターミナル) が開業した。TWAフライトセンター（第5ターミナル）は1962年にノースウエスト航空・ブラニフ航空・ノースイースト航空の3社共用の第2ターミナルと共に開業し、更に遅れること8年後の1969年にナショナル航空のサンドローム（第6ターミナル）が開業して全ターミナルが供用開始された。
ターミナルは薄型シェル構造の先駆的な作品であり、シェルは鉄筋コンクリート造である。屋根部分の設計のため、サーリネンはアンマン・アンド・ホイットニー社のチャールズ・S・ホイットニーとボイド・G・アンダーソンに協力を仰いだ。彼らは1953年から1955年にかけて建設されたマサチューセッツ工科大学講堂のクレスゲ・オーディトリアムの設計にサーリネンと共に携わっていたほか、ワシントン・ダレス国際空港のメインターミナルの設計にも共に携わっていた。
サーリネンの事務所の社員ではケヴィン・ローチ、シーザー・ペリ、ノーマン・ペトゥラ、エドワード・サードらが重要な共同設計者であった。また、インテリアの設計は主にウォーレン・プラートナーが担当していた。サーリネンの妻であるアリーン・サーリネンは1957年11月12日の最初の公開プレゼンテーションから1962年5月28日の開業までの間、ターミナルを中心としたマーケティング活動のためにトランス・ワールド航空と協力していた。
サーリネンはターミナル完成前の1961年に脳腫瘍で亡くなったが、ケヴィン・ローチとジョン・ディンクルーが跡を継いでターミナルの建設を主導した。

### 1962年 - 2001年：トランス・ワールド航空ターミナル

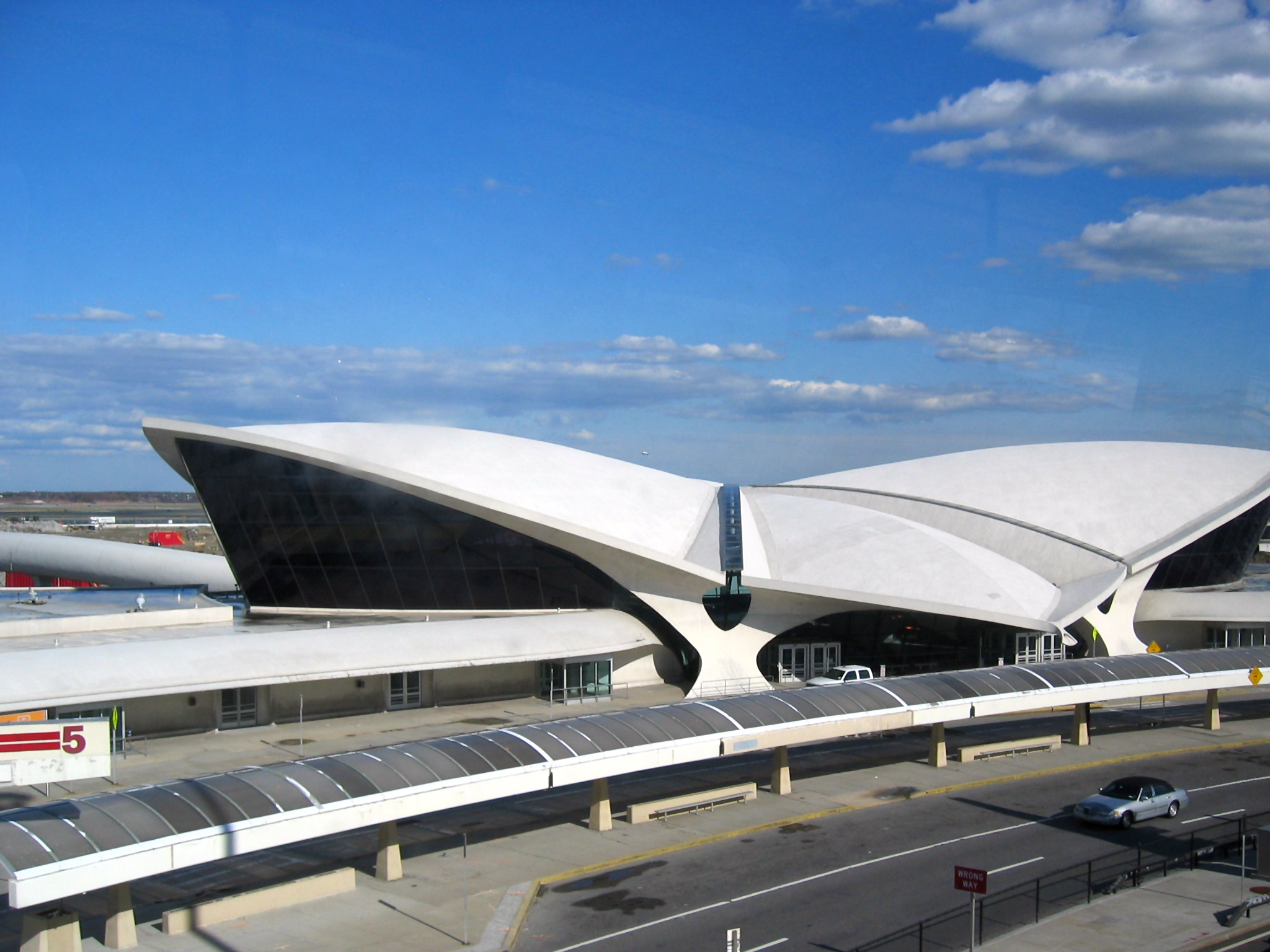
第5ターミナル外観、2006年撮影

1962年5月28日、TWAフライトセンターが竣工した。同年、サーリネンはAIAゴールドメダルを受賞した。翌1963年の12月にアイドルワイルド空港はジョン・F・ケネディ国際空港へ改称された。
ターミナルはボーディング・ブリッジ、監視カメラ、中央パブリック・アドレス・システム、手荷物受取所、電気式反転フラップ式案内表示機、荷物重量秤を備えていた。また、飲食店としてコンステレーション・クラブ、リスボン・ラウンジ、パリ・カフェなどの店舗があった。しかし、航空需要の増加に伴う旅客増加に対するターミナルの旅客収容量不足や、通路付近にターミナルゲートがあるせいで搭乗券の集中管理とセキュリティチェックが困難になっているなどのセキュリティ上の問題が浮き彫りになった。
これらの問題に対処するためローチ-ディンクルー社（ケヴィン・ローチとジョン・ディンクルーが立ち上げた建築設計事務所）が新しい発着コンコースとラウンジを設計した。フライト・ウィング・ツーとして知られるこの新しい区画は1969年に完成し、当時登場し始めたボーイング747をはじめとするワイドボディ機に対応したターミナルとなった。
1994年、ターミナルはニューヨーク市歴史建造物に登録された。

### 2001年 - 2005年：閉鎖と国家歴史登録財登録
トランス・ワールド航空は1990年代より財政が継続的に悪化し、2001年にアメリカン航空へ吸収合併された。これと同時にターミナルは2001年10月に営業を終了した。ジョン・F・ケネディ国際空港の運営者であるニューヨーク・ニュージャージー港湾公社はヘッドハウスをレストランまたは会議センターへ改装し、既存のターミナルを1つまたは2つの新しいターミナルで取り囲む計画を提案した。この計画はニューヨーク市立芸術協会と建築家フィリップ・ジョンソンとロバート・A・M・スターンから反対を受けた。反対派は、乗客が空や飛行機をすぐに見ることができるターミナルを別のターミナルで包むと「絞め殺される」ことを示唆し、サーリネンの作品を別の建物で囲むと作品の精神は保たれず「琥珀色の蠅」のようにミイラ化してしまうと言及した。2001年のプレゼンテーションで講演したフィリップ・ジョンソンは、この提案について次のように述べた。
この建物は20世紀における建築設計の新しいアイデアを表していますが、別の建物で囲むことで絞め殺すこともできます。鳥の羽を縛ることを想像してみて下さい。これにより建物が見えなくなります。建物を絞め殺すくらいならば、取り壊したほうが良いかも知れません。
2004年、営業休止中のターミナルで10ヶ国の19人の芸術家のアート作品を紹介する美術展「Terminal 5」が開催された。美術展のテーマはターミナルのアーキテクチャからインスピレーションを得た作品、レクチャー、一時的なインスタレーションで、2004年10月1日から2005年1月31日まで開催される予定であったが、10月5日の正午12時の開館直後にドアの破損などが発生しセキュリティ上の問題から1分後の12時1分に美術展は中止された。2004年、ニューヨーク市立芸術協会はアメリカ合衆国で最も危険にさらされている11の歴史的物件のリストにターミナルを追加した。
2005年9月7日、アメリカ合衆国国立公園局はターミナルをアメリカ合衆国国家歴史登録財に登録した。

### 2005年 - 現在：ジェットブルー航空ターミナル
- 1962年竣工のサーリネン設計ターミナル (ヘッドハウス)
- 2008年竣工のゲンスラー設計ターミナル

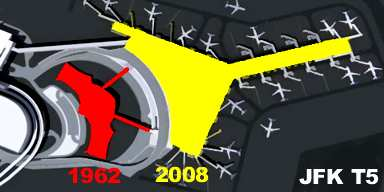
ジョン・F・ケネディ国際空港第5ターミナル:
- 1962年竣工のサーリネン設計ターミナル (ヘッドハウス)
- 2008年竣工のゲンスラー設計ターミナル

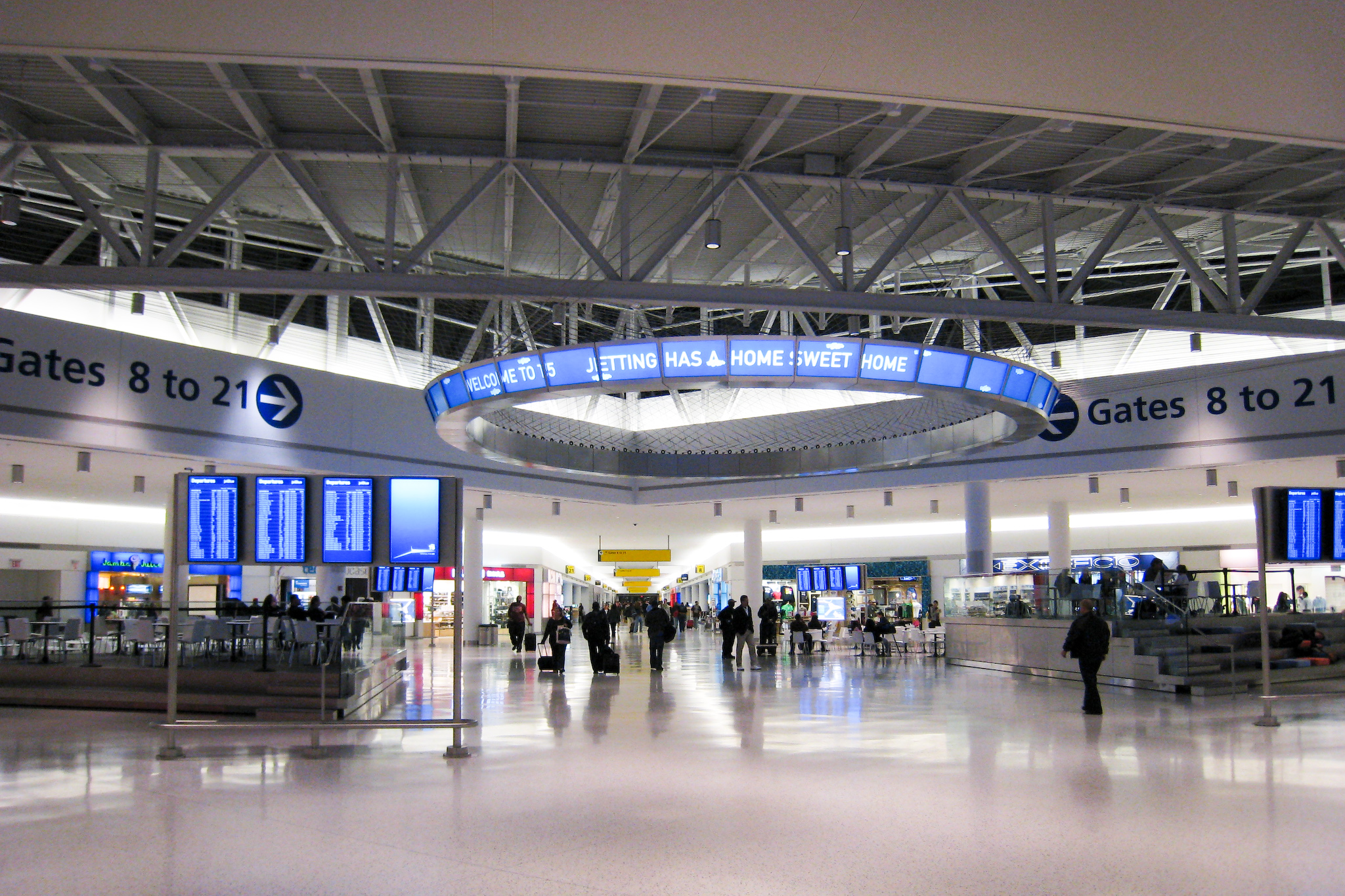
ジェットブルー航空ターミナル内部、2008年撮影

2005年12月、ニューヨーク・ニュージャージー港湾公社はジェットブルー航空用の新ターミナルの建設を開始した。ジェットブルー航空は隣接する第6ターミナルを占有し始めていた当時空港内で最も成長していた航空会社で、新ターミナルは第5ターミナルのヘッドハウス後方の搭乗口部分を取り壊し新築することとなった。新ターミナルはゲンスラーが設計した625,000-平方フート (58,100 m2)の施設で、搭乗ゲートが26個あり1日250便の発着に対応している。初期の工事計画では"The Trumpet"とも呼ばれるフライト・ウィング・ツーの出発ラウンジは取り壊さず改修工事を行う予定であった。出発ラウンジは新ターミナル建設の支障となるため一時的に895,000ドルの費用をかけて1,500フィート (460m) ほど移動されたが、後に工事の予算がヘッドハウスの保存・改修に優先的に投じられることが決定されると取り壊された。
第5ターミナルは2008年10月22日にリニューアルオープンした。これに併せてジェットブルー航空は第5ターミナルのヘッドハウスを抽象化したリニューアル記念ロゴの作成やTwitterでのリニューアルオープンカウントダウンを行った。新ターミナルには搭乗口のほか22の食料品店と35の専門小売店がある55,000-平方フート (5,100 m2)のショッピングエリアや子供用のプレイエリア、無料のフリーWi-Fi、1,500台の駐車可能な駐車場が完備された。また、アメリカ同時多発テロ後に初めて建設されたジョン・F・ケネディ国際空港のターミナルということで、新ターミナルには20のセキュリティレーンが存在し、アメリカ合衆国の空港において最も大規模なセキュリティチェックポイントとなっている。新ターミナルの入口はサーリネンのヘッドハウスを三日月形に囲んでおり、ヘッドハウスから搭乗口への開業当初の象徴的な2本の連絡通路（1962年のサーリネン設計のチューブ1と1969年のローチ-ディンクルー設計のチューブ2）を残している。著名な建築家のロバート・A・M・スターンはサーリネンの設計したターミナルを「ジェット機時代のグランド・セントラル」と評しており、実用的な新ターミナルは「超効率的」な「人間のスループットの記念碑」であると評している。
第5ターミナルが再開業した時点で、ジェットブルー航空とニューヨーク・ニュージャージー港湾公社はヘッドハウスの改修工事を完了できておらず、また改修後の用途も決まっていなかったため用途が決定されるまでヘッドハウス内は何もなく空の状態であった。初期の計画における用途としては会議センター、航空博物館、レストラン、チェックインカウンターなどが候補となっていた。

### 2016年 - 2019年：ヘッドハウスのホテルへの改装

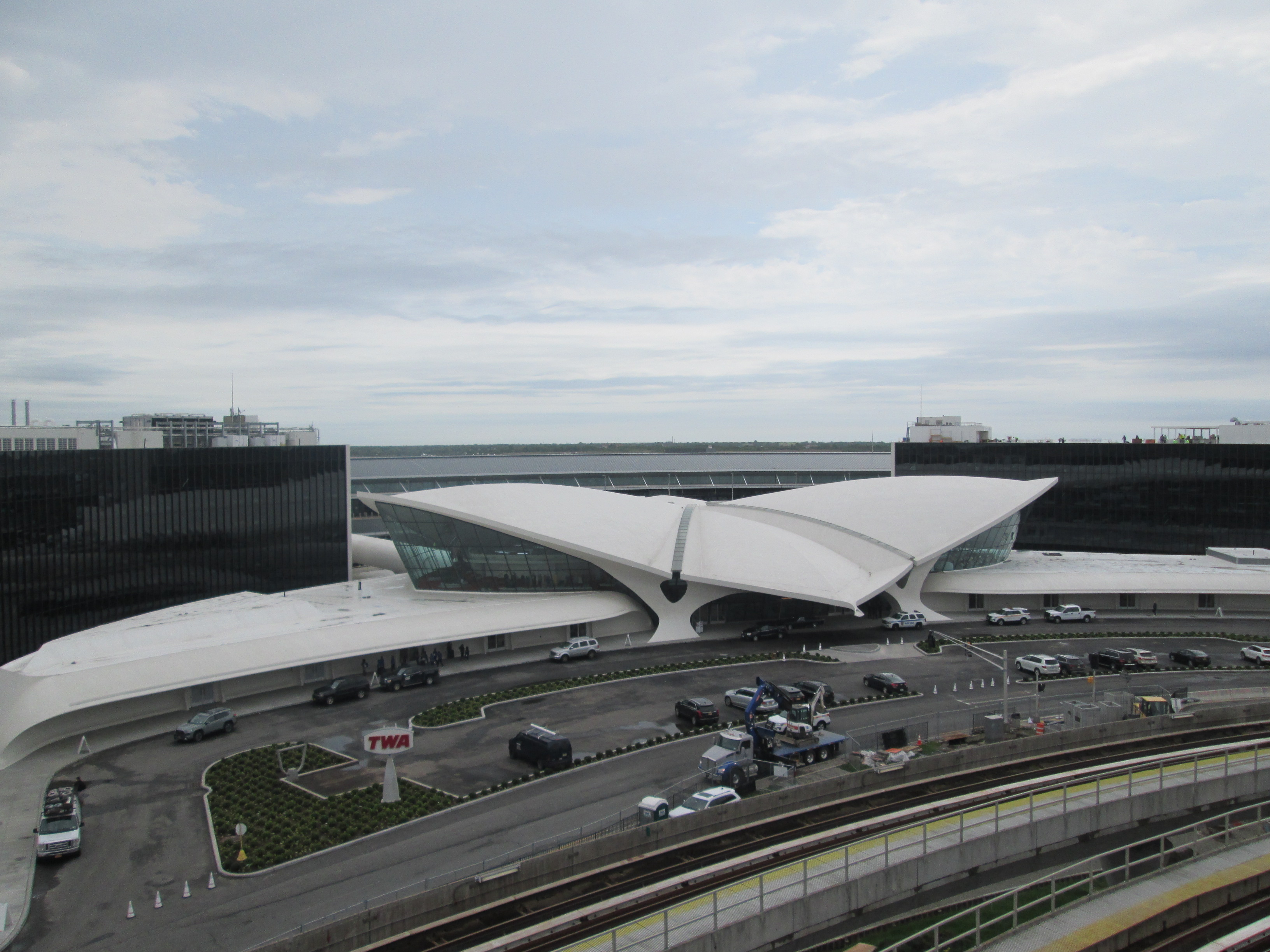
TWAホテル外観

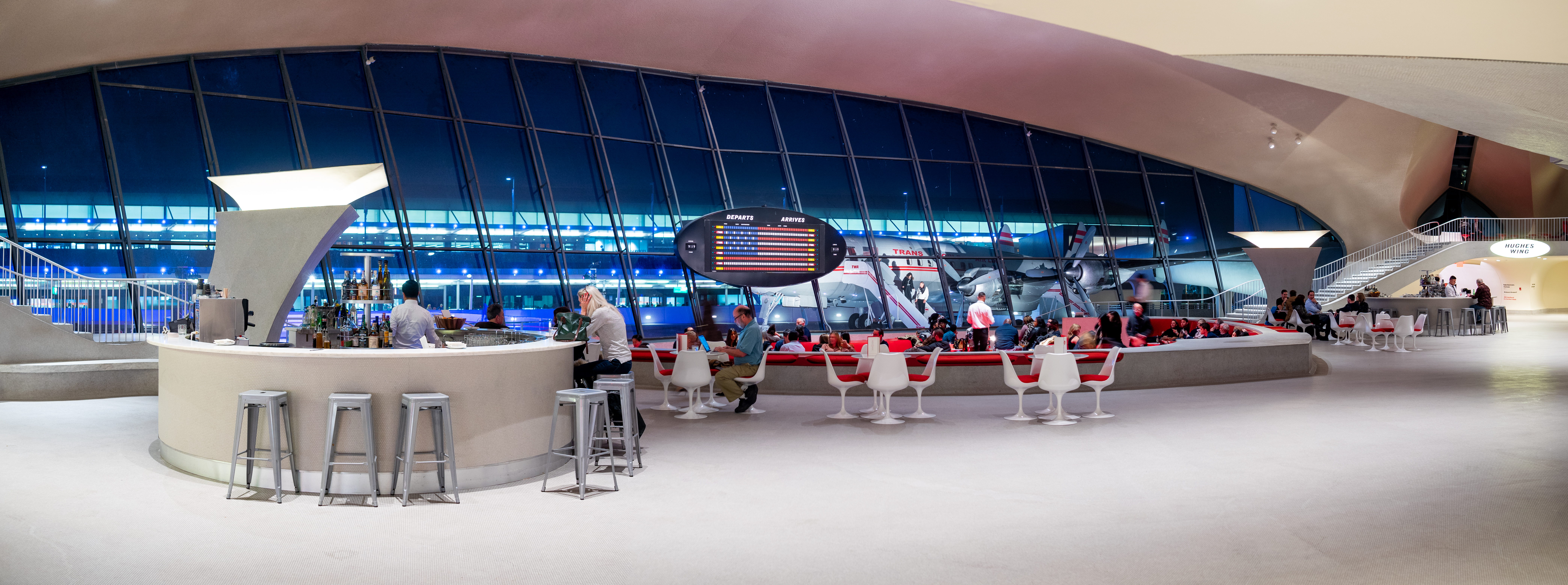
TWAホテルのラウンジ

2015年4月、ウォール・ストリート・ジャーナルはジェットブルー航空とそのパートナーであるホテル開発者がヘッドハウスをホテルへ改装する権利について交渉中であると報道した。2015年7月、ニューヨーク州知事のアンドリュー・クオモはヘッドハウスが空港利用者のための新しいオンサイトホテル、TWAホテルへ改装されると発表した。TWAホテルの建設は2016年12月に開始された。建設にあたってはヘッドハウスを保存しながらその周囲に追加区画を建設することとなっていたが、ヘッドハウス周囲の建造物に関しては一部取り壊されている。TWAホテルは2019年5月15日に開業し、505室の客室、40,000平方フィートの会議スペース、10,000平方フィートの展望デッキが備えられている。